# Uturoa
Uturoa é uma comuna da Polinésia Francesa, nas Ilhas de Sotavento, arquipélago da Sociedade. Estende-se por uma área de 16 km², com  3.778 habitantes, segundo os censos de 2007, com uma densidade de 236 hab/km².

Mapa topográfico das ilhas de Tahaa e Raiatea.